# Calycomyza michiganensis
Calycomyza michiganensis este o specie de muște din genul Calycomyza, familia Agromyzidae, descrisă de Steyskal în anul 1972.
Este endemică în Michigan. Conform Catalogue of Life specia Calycomyza michiganensis nu are subspecii cunoscute.